# Gui Bonsiepe
Gui Bonsiepe [ˈgɪː ˈbo˘nsɪːpe˘] (* 23. März 1934 in Glücksburg) ist ein deutscher Gestalter und Designtheoretiker.

## Leben
Bonsiepe studierte bis 1955 Grafik und Architektur an der Bayerischen Akademie der Schönen Künste München und an der TU München. Danach begann er ein Studium an der Hochschule für Gestaltung Ulm (HfG) und lernte bei Tomás Maldonado Designtheorie. Sein Diplom legte er 1959 ab.
Von 1960 bis 1968 war er in Lehre und Forschung an der HfG tätig. Von 1968 an arbeitete er als Freelancer und Design Consultant in Lateinamerika (Chile, Argentinien, Brasilien). Von 1970 bis 1973 war er Leiter eines Teams, das das Interface Design des Transaktionsraumes des Cybersyn Projektes entwickelte. Von 1987 bis 1989 war Gui Bonsiepe in einer Softwarefirma in Emeryville in den USA beschäftigt, wo er sich auf Interfacedesign konzentrierte.
Zwischen 1993 und 2003 war Gui Bonsiepe Professor für Interfacedesign am  Fachbereich Design der FH Köln (2003 umbenannt in Köln International School of Design, KISD). Er war zudem Dozent für Integrierte Medien an der Escola Superior de Desenho Industrial (ESDI), Universidade do Estado de Rio de Janeiro.
Er lebt in La Plata bei Buenos Aires und in Florianópolis, auf der brasilianischen Insel Santa Catarina.
Seine Schriften gehören zu den Standardwerken der Designtheorie. Für die Designforschung formulierte er drei Kriterien anhand derer sich diese von anderen Forschungen unterscheiden lässt: durch den Forschungsinhalt, durch die Forschungsmethode, und durch den aus der Perspektive des Entwerfens geprägten Forschungsansatz. Letzteren hebt er dabei als entscheidendes Kennzeichen von Designforschung im Vergleich zu anderweitiger Forschung hervor. In dem 2007 veröffentlichten Werk »Digitale Welt und Gestaltung« hat er Texte seines Lehrers Tomás Maldonado aus dem Italienischen und Spanischen ins Deutsche übersetzt. 2009 erschien eine Sammlung ausgewählter Schriften unter dem Titel »Entwurfskultur und Gesellschaft«.

## Werke
- Design im Übergang zum Sozialismus: ein technisch-politischer Erfahrungsbericht aus dem Chile der Unidad Popular (1971 - 73), in: Designtheorie; Bd. 1, Red. Designtheorie, Hamburg, 1974
- Teoria e pratica del disegno industriale : elementi per una manualistica critica, Feltrinelli, Milano, 1975
- Interface: Design neu begreifen, Bollmann, Mannheim, 1996, ISBN 3-927901-84-9
- Entwurfskultur und Gesellschaft: Gestaltung zwischen Zentrum und Peripherie, Birkhäuser, Basel; Boston, Mass.; Berlin, 2009, ISBN 978-3-7643-8965-9
- The Disobedience of Design, herausgegeben von Lara Penin. London: Bloomsbury, 2022, ISBN 9781350162440

## Herausgeberschaft
- Digitale Welt und Gestaltung: ausgewählte Schriften / Tomás Maldonado. Hrsg. und übers. von Gui Bonsiepe, Birkhäuser, Basel; Boston; Berlin, 2007